# Кауција
Кауција је институт облигационог права који се може дефинисати као реално средство обезбеђења дугова које увек гласи на одређени новчани износ. По овоме се она разликује од залога и хипотека, које су реална средства обезбеђења дугова које гласе на покретне или непокретне ствари, хартије од вредности или друга имовинска права (а не на новчани износ). Када је успостављена кауција, давалац кауције мора да преда одређени новчани износ другом лицу, и у случају да давалац кауције онда не испуни одређену претходно уговорену обавезу, тај новац улази у својину другог лица. С друге стране, ако давалац кауције изврши своју обавезу која је обезбеђена кауцијом, предати новац му се враћа. Најпознатији правни посао који се обезбеђује кауцијом јесте обавеза купаца пива у продавницама да врате стаклене флаше продавцу на рециклажу након што попију пиво.
Специјални тип кауције се примењује код аукција и других јавних надметања. Наиме, да би се спречило учествовање у надметању оних лица које немају озбиљну намеру да стварно закључе икакав уговор, организатор може захтевати да сваки учесник положи унапред одређени износ новца као кауцију. Таква кауција представља гаранцију да њен давалац стварно намерава да закључи уговор ако за то испуни услове.
Важно је напоменути да се термин кауција често погрешно користи као превод енглеског термина bail који постоји у казненом праву Сједињених америчких држава. Еквивалент bail-а у правном поретку Србије јесте "јемство" прописано у Законику о кривичном поступку Србије, које се дефинише као мера за обезбеђење присуства окривљеног и несметано вођење кривичног поступка које има супститутивни карактер у односу на притвор.